# Siegfried S. Hecker

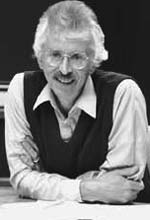
Siegfried S. Hecker când era director al Los Alamos National Laboratory.

Siegfried S. Hecker (n. 1943), a fost director al Los Alamos National Laboratory pentru o perioadă de 11 ani (1986 - 1997).  Recent, a fost prezent în mai multe echipe de inspectori ai unor facilități nucleare.  În 2004 a condus echipa de inspectori americani cărora li s-a permis să viziteze instalațiile de producere ale plutoniului din Coreea de Nord.
Hecker a obținut titlul de bachelor în știință (conform, Bachelor degree in science sau adesea doar B.S.), cu specializarea în metalurgie în 1965, titlul de master  în știință (conform, Master degree in science sau adesea doar M.S.), specializarea metalurgie în 1967 și gradul doctoral (Ph.D.) în aceeași specializare, metalurgie, în 1968, toate de la Case Western Reserve University.  Și-a început cariera sa profesională ca cercetător principal în metalurgie (conform, senior research metallurgist) lucrând pentru Laboratoarele de cercetări ale companiei General Motors în 1970, după ce între 1968 și 1970, urmase cursurile post-doctorale la Los Alamos.
Din 1988, Sieg Hecker (cum este adesea numit) a fost Visiting Professor în specialitatea Ingineria metalelor (conform, Materials Engineering) la Stanford University.  Este unul din consilierii bordului de directori ai entității Nuclear Threat Initiative (NTI).  Vizitele sale anterioare și ulterioare inspecției din anul 2004, în Coreea de Nord, pentru verificarea programului nuclear al acestei țări, cu referire specifică la Centrul științific de cercetări nucleare de la Yongbyon nu au fost nici oficiale și nici făcute din perspectiva funcției sale din bordul NTI.
Profesorul Sieg Hecker co-director al Centrului Stanford pentru Securitate și Cooperare Internațională (CISAC) și director emerit al Los Alamos National Laboratory, a fost câștigătorul premiului Enrico Fermi 2009, unul dintre cele mai vechi și prestigioase premii pentru tehnologie.
Secretarul american Steven Chu a anunțat premiul, care este impărtit cu profesorul Ioan Bannister Goodenough de la Universitatea din Texas. Premiul consta in 375.000 dolari, care va fi imparțit intre cei doi beneficiari. De asemenea ei vor primi o medalie de aur și un citat.
Realizările sale profesionale au fost recunoscute de către multe forumuri științifice americane, printre care se numără și American Nuclear Society, care i-a acordat Medalia Seaborg.  Alte medalii și forme de recunoaștere cuprind și Navy League și Medalia de Aur a Fundației Roosevelt pentru anul 1996.